# درجات الأرجواني
هناك العديد من الدرجات أو الظلال في اللون الأرجواني، والتي يتم عرض عينات منها أدناه.
في الاستخدام الشائع للغة الإنجليزية، اللون الأرجواني هو مجموعة من تدرجات اللون بين الأحمر والأزرق.
أما في اللغة العربية، فالأرجواني يأتي من زهرة الأرجوان، حيث ذُكِر في المعجم الجامع للمعاني أن الأرجوان هو إحدى الأشجار من الفصيلة القرنية، تمتاز هذه الأشجار بلونها الجذاب وليس رائحتها.اللون المصبغة به زهورة هذه الأشجار يكون أحمراً قانِ مشبع بالأزرق مما يجعله قريباً من لون الطيف البنفسجي.
في نظرية الألوان، فإن الألوان الأرجوانية هي أية ألوان على خط اللون البنفسجي في مخطط اللونية CIE (أو الألوان التي يمكن اشتقاقها من الألوان الموجودة على خط البنفسجي)، مايعني أي لون بين الأحمر والبنفسجي، ولا يشمل هذا التصنيف الأحمر أو البنفسجي أنفسهم.
أول استخدام مسجل للأرجواني كاسم لوني باللغة الإنجليزية كان عام 975 بعد الميلاد.

## التطور التاريخي للأرجواني

### أرجوان صور: العصور القديمة الكلاسيكية
اللون الأرجواني " هو الاسم الإنجليزي المعاصر للون الذي يطلق عليه في اللاتينية " فرفرية ". الأسماء الإنجليزية المعاصرة الأخرى للفرفرية هي "الأرجواني الإمبراطوري" و "الأرجواني الملكي". الاسم الإنجليزي "أرجواني" نفسه كان في الأصل مقومًا بفرفرية اللون المحدد. البرفرية هو لون الصبغة المستخرجة من الرخويات الموجودة على شواطئ مدينة صور في فينيقيا القديمة (معاصرة في لبنان)، وكان لونها في العصور القديمة الكلاسيكية رمزًا للملكية والسلطة السياسية لأن الأثرياء فقط هم من يستطيعون تحمل تكاليفها، بما في ذلك الأباطرة الرومان. لذلك كان اللون الأرجواني الصوري مقومًا أيضًا ب"الأرجواني الإمبراطوري".

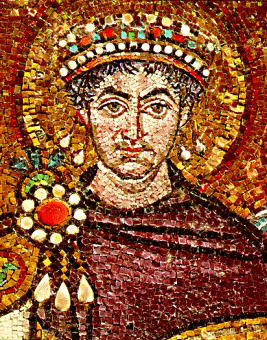
الإمبراطور البيزنطي جستنيان الأول يرتدي الأرجواني الصوري؛ فسيفساء من القرن السادس في بازيليك سان فيتالي

### أرجوان هان: الصين القديمة
أرجوان هان هو نوع من الأصباغ الاصطناعية التي وجدت في الصين بين 500 قبل الميلاد و 220 بعد الميلاد. وقد استخدمت في زخرفة جيش الطين.

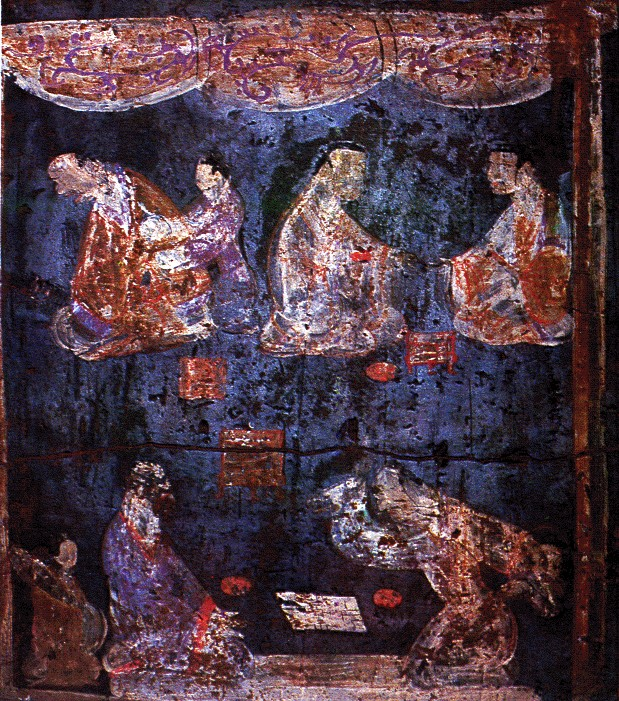
أرجوان هان وأزرق هان كانت الألوان الاصطناعية التي صنعها الحرفيون في الصين خلال عهد حكم أسرة هان (206 ق.م إلى 220 م) أو حتى قبل ذلك.

### الأرجواني الملكي: القرن السابع عشر
يظهر اللون «الأرجواني الملكي» على اليسار.
هذه الدرجة من اللون الأرجواني أكثر زرقة من اللون الأرجواني القديم.
أول استخدام مسجل ل«اللون الأرجواني الملكي» كاسم لوني في الإنجليزية كان في عام 1661 م.
في عام 1990م، تمت صياغة «اللون الأرجواني الملكي» كواحد من ألوان Crayola.

### موفين (الموف): من ستينيات إلى تسعينيات القرن التاسع عشر

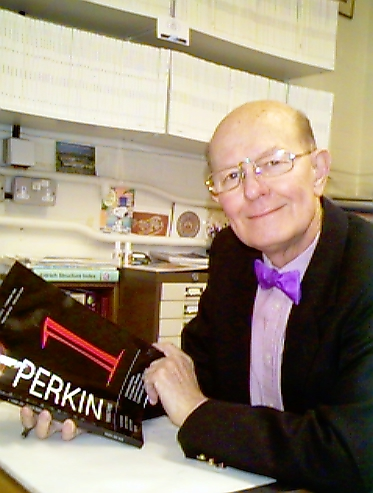
البروفيسور تشارلز ريس - يرتدي ربطة عنق مصبوغة بعينة أصلية من البنفسجي - يحمل مجلة RSC تحمل اسم بيركين

تم تسمية موفين أو اللون الموف لأول مرة في عام 1856. كما يعرف باسم أرجوان الأنيلين وموف بيركين، وهو أول صباغ عضوي تركيبي.
واسمه الكيميائي 3-amino-2,±9-dimethyl-5-phenyl-7-(p-tolylamino)phenazinium acetate. وصيغته الكيميائية C26H23N4+X− (موفين A) و C27H25N4+X− (موفين B). كان كان الكيميائي السير ويليام هنري بيركين والذي يبلغ من العمر ثمانية عشر عامًا يحاول إنشاء كينين اصطناعي. لفت انتباهه بقايا غير متوقعة، والتي تبين أنها أول صبغة الأنيلين - على وجه التحديد، يطلق على بيركين البنفسجي أو البنفسجي أحيانًا الأنيلين الأرجواني. كان بيركين ناجحًا جدًا في التوصية باكتشافه لصناعة الأصباغ لدرجة أن سيرته الذاتية لسيمون جارفيلد تحمل عنوان موف. نظرًا لتلاشي اللون البنفسجي بسهولة، فإن فهمنا المعاصر للبنفسجي هو لون أفتح وأقل تشبعًا مما كان معروفًا في الأصل.

### صبغة الفنانين الأرجوانية (أرجواني أحمر): الثلاثينيات (عقد 1930)
اللون الأرجواني الملكي (كما هو موضح أعلاه) أو اللون البنفسجي الداكن المعروف باسم اللون الأرجواني العام هو فكرة عامة الناس عن اللون الأرجواني، ولكن الفنانين المحترفين بعد نظام ألوان مونسيل (الذي تم تقديمه في عام 1905 والمقبول على نطاق واسع بحلول عام 1930)، يعتبرون اللون الأرجواني كونه مرادفًا للون الأحمر البنفسجي الظاهر على اليمين، ويمثله لون الويب الأحمر البنفسجي المتوسط، من أجل التمييز بوضوح بين الأرجواني والبنفسجي وبالتالي الوصول إلى لوحة أكبر من الألوان.
هذا اللون الأحمر البنفسجي، المسمى أرجواني الفنانين من قبل الفنانين أنفسهم، هو اللون الصبغي الذي سيكون على عجلة ألوان صبغية بين الصباغ البنفسجي والأرجواني.

### أرجواني كهربائي: الألفية الثانية
الأرجواني الكهربائي، يقع بالضبط في منتصف المسافة بين البنفسجي والأرجواني، وبالتالي يناسب التعريف الفني للأرجواني.
باستخدام الألوان المضافة مثل تلك الموجودة على شاشات الكمبيوتر، من الممكن إنشاء لون أرجواني أكثر إشراقًا من الأصباغ حيث يؤدي المزج إلى طرح الترددات من الألوان الأساسية المكونة. سيكون اللون المكافئ على الكمبيوتر للون الصباغ الأحمر البنفسجي الموضح أعلاه هو هذا اللون الأرجواني الكهربائي، أي اللون الأرجواني الأكثر إشراقًا الذي يمكنك رؤيته مستنسخًا على شاشة الكمبيوتر.
هذا اللون أرجواني خالص كما يتصوره فنانو الكمبيوتر، مثل اللون الموجود على عجلة الألوان في منتصف المسافة بين البنفسجي والأرجواني الكهربائي. وبالتالي، فإن اللون الأرجواني الكهربائي هو أنقى وألمع أرجواني يمكن عرضه على شاشة الكمبيوتر. كود RGB الخاص به هو (191، 0، 255).